# Панкратьев, Евгений Васильевич
Евге́ний Васи́льевич Панкра́тьев (29 декабря 1944, Нижняя Тура, Свердловская область — 23 января 2008, Москва) — советский и российский учёный-математик, педагог, кандидат физико-математических наук, ведущий научный сотрудник лаборатории вычислительных методов механико-математического факультета МГУ им. М. В. Ломоносова. Руководитель и тренер студенческих команд МГУ по программированию, неоднократно становившихся чемпионами России и призёрами чемпионатов мира. Член жюри Всесибирской олимпиады по программированию им. И. В. Поттосина.

## Биография
Родился 29 декабря 1944 г. (по паспорту — 1 января 1945 г.) в городе Нижняя Тура Свердловской области в семье сельских учителей Василия Савельевича (1907—1978 гг.) и Нины Семёновны (1907—1978 гг.).
Родители Евгения работали в нижнетуринской школе № 1. Мать, Нина Семёновна, преподавала русский язык и литературу, а отец, Василий Савельевич, был учителем математики. Жили они в частном доме. Детство прошло на берегу живописного нижнетуринского водохранилища. Евгений и его сестра Вера помогали родителям в домашнем хозяйстве. Женя очень любил животных и природу, ходил в походы с одноклассниками.
Уже в начальных классах проявились математические способности мальчика. С 7 класса он участвовал в областных олимпиадах по математике и физике. Учась в 9 классе, Женя принял участие во Всесоюзной олимпиаде по математике, где занял второе место. После этого в составе сборной СССР на олимпиаде в Праге он снова занял второе место.
В 1962 году Евгений Панкратьев окончил школу с золотой медалью. Без вступительных экзаменов был зачислен на механико-математический факультет МГУ.

### Научная и педагогическая деятельность
Евгений Панкратьев специализировался по кафедре высшей алгебры, одной из сложнейших на факультете. После окончания университета поступил в аспирантуру и остался преподавать в университете.
С 1967 по 1970 г. Е. В. Панкратьев — аспирант механико-математического факультета. Под руководством А. В. Михалёва начал исследования в новой тогда для советских математиков области — дифференциальной алгебре.
В 1972 г. защитил кандидатскую диссертацию «О некоторых вопросах дифференциальной и разностной алгебры».
В 1970—1979 гг. работал в Центральной научно-исследовательской лаборатории организации и экономики строительства (ЦНИЛОЭС), преобразованной в 1972 г. в Научно-исследовательский институт организации управления строительством (НИИОУС) при МИСИ имени В. В. Куйбышева. Евгений Панкратьев попал туда по распределению после аспирантуры, причём сразу на должность начальника сектора.
После защиты диссертации Евгений Васильевич увлёкся классическими нерешёнными задачами дифференциальной алгебры, сформулированными Э. Колчиным на Московском международном математическом конгрессе в 1966 г. Одна из них — это оценка инвариантов дифференциального размерностного многочлена, играющего роль размерности в дифференциальной алгебраической геометрии. Этот объект долгие годы оставался основной темой исследований Евгения Васильевича. Ряд работ, написанных им в 1970-е годы (частный случай границы Якоби, общая комбинаторная формула для вычисления коэффициентов размерностного многочлена, изучение свойств минимального размерностного многочлена), признаны и высоко оценены всеми математиками, работающими в этой области. Несомненной заслугой Евгения Васильевича является обнаружение в работах А. Эйнштейна идеи дифференциального размерностного многочлена, введённого позднее Колчиным.
С 1979 г. и до конца жизни трудился в лаборатории вычислительных методов механико-математического факультета МГУ.
В 1980-е годы Евгений Панкратьев одним из первых в нашей стране стал использовать при решении классических задач геометрии и алгебры компьютерные методы. Компьютерная алгебра, первоначально называемая аналитическими и символьными вычислениями на ЭВМ, стала ещё одной научной дисциплиной, в которой проявился талант Евгения Васильевича. Независимо от Дж. Карра-Ферро и Ф. Оливье он ввёл понятие дифференциального базиса Грёбнера и с успехом применил методы компьютерной алгебры в дифференциальной алгебре. В последнее время Евгения Васильевича интересовало распараллеливание алгоритмов вычисления базисов Грёбнера.
Помимо специальных курсов и семинаров, Е. В. Панкратьев вёл для студентов семинары по программированию, руководил курсовыми и дипломными работами. Под его руководством защищены 6 кандидатских диссертаций. При этом он находил время и для преподавания в школе с углублённым изучением математики.
В 1988—1991 гг. принимал активное участие в организации и проведении Всесоюзных математических олимпиад, а в 1992 г. — Международной математической олимпиады школьников.
В 1990—1995 гг. руководил трудовым коллективом, занимавшимся подготовкой оригинал-макетов журналов и книг для Издательства Московского университета. В частности, этот коллектив впервые начал готовить английскую версию журналов «Вестник Московского университета» с использованием системы TЕX.
В 1996—1999 гг. Евгений Васильевич Панкратьев — президент Ассоциации пользователей кириллического TEXа.
Евгения Васильевича Панкратьева по праву считают одним из основателей российских студенческих соревнований по программированию. С 1995 г. в течение 13 лет он являлся бессменным тренером и руководителем студенческой команды механико-математического факультета МГУ. В 1996 г. его команда открыла список российских команд, принимавших участие в финале Чемпионата мира по программированию. Именно с этого периода Евгения Панкратьева называют «отцом русского программирования».
Многие его студенты и аспиранты стали сотрудниками крупнейших IT-компаний. Он находил талантливых первокурсников и приводил их в лабораторию вычислительных методов. Возглавляемые Евгением Васильевичем команды выходили в финал Международной студенческой олимпиады по программированию ACM ICPC в 1996, 1998, 2002, 2003, 2005, 2006 и 2007 гг., при этом заняли второе место и получили золотые медали в 2003 и 2005 гг., бронзовые медали — в 2002, 2006, 2007 гг., завоевали звание чемпионов Европы в 2005 г., трижды — в 2002, 2005 и 2006 гг. — становились победителями полуфинала северо-восточной полуфинальной зоны и чемпионами России.
В апреле 2008 г. команда механико-математического факультета МГУ завоевала серебряные медали в финале Чемпионата мира. Решением тренеров результаты российских команд на Чемпионате мира 2008 года посвящены памяти Евгения Васильевича Панкратьева.
Евгений Васильевич лично занимался организацией всех поездок команд мехмата МГУ на соревнования, тренировочные сборы, находил спонсоров, добивался поддержки от руководства университета. Был награждён специальным призом ACM ICPC, вручаемым выдающимся тренерам-ветеранам. Велика роль Е. В. Панкратьева в пропаганде соревнований по программированию и налаживании сотрудничества с компаниями — производителями программного обеспечения.
Евгений Васильевич был также неизменным участником и членом оргкомитетов многих научных конференций, симпозиумов по дифференциальной и компьютерной алгебре. Являлся одним из признанных лидеров научной школы МГУ по компьютерной алгебре, многие годы входил в руководство алгебраических семинаров МГУ. Неоднократно выступал на международном Колчиновском семинаре памяти Эллиса Колчина (США, Нью-Йорк) по дифференциальная алгебре. Им написано большое число статей для «Математической энциклопедии». Долгие годы он работал в «Реферативном журнале». Е. В. Панкратьев с самого основания являлся членом редколлегии журнала «Фундаментальная и прикладная математика».
Евгений Панкратьев — участник научных симпозиумов в Германии и Франции. Читал лекции в трёх вузах США. Автор статей научно-образовательного портала «Большая российская энциклопедия».
Сын Е. В. Панкратьева Антон Евгеньевич успешно продолжает дело отца. В 2019 году команда МГУ под его руководством на Чемпионате мира по программированию в Китае завоевала золотые медали.

### Гибель
Евгений Васильевич Панкратьев трагически погиб в результате ДТП 23 января 2008 года, на 64-м году жизни. За несколько дней до своей гибели Евгений Васильевич представил к защите докторскую диссертацию.
Похоронен в Москве, на Востряковском кладбище.

## Память
1 сентября 2018 года Средней общеобразовательной школе № 1 Нижнетуринского городского округа (МАОУ НТГО «СОШ № 1») присвоено имя Е. В. Панкратьева.

## Семья
- Жена — Ирина Леонидовна.
- Дети — сыновья: Антон и Константин.
- Сестра — Вера.

### Монографии
- Kondratieva M. V., Levin A. B., Mikhalev A. V., Pankratiev E. V. Differential and Difference Dimension Polynomials. — Dordrecht: Kluwer Academic, 1999.

### Учебные пособия
- Артамонов В. А. и др. Практикум по алгебре / Под ред. Н. С. Бахвалова, А. И. Кострикина. — М.: Изд-во Моск. ун-та, 1983.
- Панкратьев Е. В. Компьютерная алгебра. Факторизация многочленов. — М.: МГУ, 1988.
- Михалёв А. В., Панкратьев Е. В. Компьютерная алгебра. Вычисления в дифференциальной и разностной алгебре. — М.: МГУ, 1989.
- Гринчук М. И., Панкратьев Е. В. Кое-что про TEX и про то, как правильно оформлять математические тексты. — М., 1995.
- Рождественский В. В., Панкратьев Е. В., Мельников И. И., Вавилов В. В. Математический тренинг. Арифметика, алгебра, тригонометрия и анализ. — М.: Учебно-научный центр довузовского образования МГУ, 1997.
- Чернов А. В., Андреева Е. В., Панкратьев Е. В., Майлингова О. Л. Московские студенческие командные олимпиады по программированию. — М.: МГУ, ф-т ВМиК, 1999
- Борисенко В. В., Михалёв А. А., Михалёв А. В., Панкратьев Е. В., Чеповский А. М., Чирский В. Г. Предложения по преподаванию информатики и математических основ информатики для непрофильных специальностей классических университетов / Под ред. А. В. Михалёва. — М.: МГУ, мех.-мат. ф-т, хим. ф-т, 2004.
- Борисенко В. В., Люцарев В. С., Михалёв А. А., Михалёв А. В., Панкратьев Е. В., Чеповский А. М., Чирский В. Г. Преподавание информатики и математических основ информатики для непрофильных специальностей классических университетов / Под ред. А. В. Михалёва. — М.: Интернет-университет информационных технологий, 2005
- Панкратьев, Евгений Васильевич. Элементы компьютерной алгебры : учебное пособие / Е. В. Панкратьев. — Москва : Интернет-ун-т информ. технологий : БИНОМ. Лаб. знаний, 2007. — 246, [1] с. : ил.; 23 см. — (Основы информатики и математики).; ISBN 978-5-94774-655-6 (БИНОМ. ЛЗ)

### Статьи
- Панкратьев Е. В. О фуксовых модулях // Мат. заметки. — 1970 — Т. 8, № 6 — С. 799—810.
- Панкратьев Е. В. Об обратной задаче Галуа для дифференциального поля сходящихся степенных рядов над алгебраически замкнутым полем с pадической нормой // Успехи мат. наук. — 1971 — Т. 26, № 4 — C. 241—242.
- Панкратьев Е. В. Об обратной задаче Галуа расширений разностных полей // Успехи мат. наук. — 1972 — Т. 27, № 1 — С. 249—250.
- Панкратьев Е. В. Об обратной задаче Галуа расширений разностных полей // Алгебра и логика. — 1972 — Т. 11, № 2 — С. 87—118.
- Панкратьев Е. В. Разностные фуксовы модули // Успехи мат. наук. —1973 — Т. 28, № 3 — С. 193—194.
- Михалёв А. В., Панкратьев Е. В. Дифференциальные модули // Модули III. —Новосибирск: Институт математики СО АН СССР, 1973 —С. 14—21.
- Михалёв А. В., Панкратьев Е. В. Дифференциальный размерностный многочлен системы дифференциальных уравнений // Алгебра. Сб. работ, посвящённый 90-летию со дня рождения О. Ю. Шмидта. — М.: МГУ, 1980 —С. 57—67.
- Кондратьева М. В., Михалёв А. В., Панкратьев Е. В. О границе Якоби для систем дифференциальных многочленов // Алгебра. — М.: МГУ, 1982 —C. 79—85.
- Михалёв А. В., Панкратьев Е. В. Вычисление дифференциального размерностного многочлена с помощью ЭВМ // Теория и практика автоматизированных систем аналитических преобразований. — Вильнюс, 1984 —С. 50—53.
- Панкратьев Е. В. и др. Библиотека программ по теоретико-групповым методам // Теория и практика автоматизированных систем аналитических преобразований. — Вильнюс, 1984 — С. 54—57.
- Панкратьев Е. В. и др. Об определении величины коэффициента рекомбинации по спаду электрического тока на зонд в рекомбинирующей среде // Современные проблемы электрогидродинамики. — М.: МГУ, 1984 — С. 89—99.
- Латышев В. Н., Михалёв А. В., Панкратьев Е. В. Построение канонического симплификатора в модулях над кольцами полиномов // Вестн. КГУ. Cер. матем. мех. — 1985 — Т. 27 — С. 65—67.
- Кондратьева М. В., Панкратьев Е. В., Серов Р. Е. Вычисления в дифференциальных и разностных модулях // Тр. Междунар. совещ. по аналитическим вычислениям на ЭВМ и их применению в теор. физике. Дубна 17—20 сентября 1985 г. — Дубна, 1985 — С. 208—213.
- Михалёв А. В., Панкратьев Е. В. Дифференциальная и разностная алгебра // Итоги науки и техники. Алгебра. Топология. Геометрия. Т. 25 —М.: ВИНИТИ, 1987 — С. 67—139.
- Панкратьев Е. В. Факторизация многочленов от одной переменной // Вычислимые инварианты в теории алгебраических систем. — Новосибирск, 1987 — C. 51—57.
- Кондратьева М. В., Панкратьев Е. В. Алгоритмы вычисления характеристических многочленов Гильберта // Пакеты прикладных программ. Аналитические преобразования. — М.: Наука, 1988 — С. 129—146.
- Pankratiev E. V. Computations in differential and difference modules // Acta Appl. Math. — 1989 — Vol. 16 — P. 167—189.

Также в Symmetries of Partial Differential Equations. Conservation Laws—Applications —Algorithms / A. M. Vinogradov, ed. — 1989
- Kondratieva M. V., Pankratiev E. V. A recursive algorithm for computation of the Hilbert polynomial // (Lect. Notes Comput. Sci.; Vol. 378). — Springer, 1989 — P. 365—375.
- Levin A. B., Kondratieva M. V., Mikhalev A. V., Pankratiev E. V. Computation of dimension polynomials // Internat. J. Algebra Comput. — 1992 —Vol. 2, no. 2 — P. 117—137.
- Астрелин А. В., Панкратьев Е. В. О собственных многочленах дифференциального оператора D = p(x, y) ddx + q(x, y)ddy // Фундаментальные проблемы математики и механики. Математика (Программа «Университеты России»). — М.: Изд-во Моск. ун-та, 1994 — С. 271—272.
- Pankratiev E. V. Constructive methods in differential algebra // Proc. First Int. Conf. «Mathematical Algorithms» (Nizhny Novgorod, August 15—19 1994). — Nizhny Novgorod, 1995 — P. 90—105.
- Астрелин А. В., Голубицкий О. Д., Панкратьев Е. В. Инволютивные базисы идеалов в кольце многочленов // Программирование. — 2000 — № 1. — C. 46—52.
- Astrelin A. V., Golubitsky O. D., Pankratiev E. V. Gr¨ lutive bases // Algebra. Proc. Int. Algebraic Conf. on the Occasion of the 90th Birthday of A. G. Kurosh. Moscow, Russia. May 25—30, 1998 — Berlin: Walter de Gruyter, 2000. — P. 49—55.
- Панкратьев Е. В. Дифференциальная компьютерная алгебра // Интеллектуальные системы. — 2000 — Т. 5, вып. 1—4. — C. 291—306.
- Mikhalev A. V., Pankratiev E. V. Differential dimension polynomials // The Concise Handbook of Algebra / A. V. Mikhalev, G. F. Pilz, eds. —Dordrecht: Kluwer Academic, 2002. — P. 369—373.
- Панкратьев Е. В. О некоторых подходах к построению теории дифференциальных базисов Грёбнера // Математические методы и приложения. Труды девятых математических чтений МГСУ (26—31 января 2001 года). — М.: МГСУ, 2002 — C. 132—135.
- Pankratiev E. V. Some approaches to construction of standard bases in commutative and differential algebra // Proc. CASC’2002 / V. G. Ganzha, E. W. Mayr, E. V. Vorozhtsov, eds. —Garching: Technische Universit¨ M¨
- Панкратьев Е. В., Христенко О. Б., Митюнин В. А. TEX в эпоху электронных публикаций // Вычислительные технологии. — 2003 — Т. 8, № 1. — C. 59—65.
- Панкратьев Е. В. Стандартные базисы в дифференциальной алгебре // Вестн. Моск. ун-та. Сер. 1, Математика, механика. — 2003 — № 3.—C. 48—56.
- Панкратьев Е. В. Компьютерная алгебра // Энциклопедия для детей. Т. 22 Информатика. —М.: Аванта, 2003 — C. 326—329.
- Панкратьев Е. В., Чеповский А. М., Черепанов Е. А., Чернышёв С. В. Алгоритмы и методы решения задач составления расписаний и других экстремальных задач на графах больших размерностей // Фундамент. И прикл. мат. — 2003 — Т. 9, вып. 1 — C. 235—251.
- Митюнин В. А., Панкратьев Е. В. Параллельные алгоритмы построения базисов Грёбнера // Соврем. мат. и её прил. — 2005 — Т. 30 — C. 46—64.
- Панкратьев Е. В., Семёнов А. С. Асимметричный подход к задаче вычисления базиса Грёбнера // Фундамент. и прикл. мат. — 2006 — Т. 12, вып. 3 — C. 73—88.
- Kondratieva M. V., Pankratiev E. V., Trushin D. V., Zobnin A. I. Advantages and disadvantages of differential standard bases // Acta Acad. ˚ 2007 — Vol. 67, no. 2 — P. 50—57.
- Kondratieva M. V., Pankratiev E. V., Trushin D. V., Zobnin A. I. Recent results on differential analogues of Gr¨ Matematiche. — 2008 — V. 63, fasc. 1 — P. 49—54.
- Кондратьева М. В., Михалёв А. В., Панкратьев Е. В. Граница Якоби для систем алгебраических дифференциальных уравнений // Фундамент. и прикл. мат. — 2008. — Т. 14, вып. 4 — C. 151—166.

### Тезисы докладов
- Михалёв А. В., Панкратьев Е. В. Дифференциальная размерность // IV Всесоюз. симп. по теории колец, алгебр и модулей. Тезисы сообщений. — Кишинёв, 1980.
- Кондратьева М. В., Михалёв А. В., Панкратьев Е. В. Граница Якоби для систем дифференциальных уравнений // XIV Всесоюз. алгебр. конф. Ч. 1 —Ленинград: ЛГУ, 1981 — C. 80—81.
- Михалёв А. В., Панкратьев Е. В. Вычисление дифференциального размерностного многочлена с помощью ЭВМ // V Всесоюз. симп. по теории колец, алгебр и модулей. —Новосибирск, 1982.
- Михалёв А. В., Панкратьев Е. В. Вычисление дифференциального размерностного многочлена с помощью ЭВМ // Материалы III Всесоюз. конф. «Диалог человек—ЭВМ», Протвино, 5—7 июля 1984 г. — Серпухов, 1984 — С. 204.
- Панкратьев Е. В. и др. Библиотека программ по теоретико-групповым методам // Материалы III Всесоюз. конф. «Диалог человек—ЭВМ», Протвино, 5—7 июля 1984 г. — Серпухов, 1984 — C. 202.
- Латышев В. Н., Михалёв А. В., Панкратьев Е. В. Компьютерная алгебра // Системы для аналитических преобразований в механике. Тезисы докладов Всесоюз. конф. — Горький, 1984 — С. 121—123.
- Михалёв А. В., Панкратьев Е. В. Задача алгебраического упрощения в коммутативной и дифференциальной алгебре // Системы для аналитических преобразований в механике. Тезисы докладов Всесоюз. конф. — Горький, 1984 — С. 131—133.
- Кондратьева М. В., Панкратьев Е. В. Алгоритмы вычисления характеристических многочленов Гильберта // XVIII Всесоюз. алгебр. конф. Тезисы сообщений. Ч. 1 — Кишинёв: Штиинца, 1985 — С. 273.
- Панкратьев Е. В., Серов Р. Е. Комплекс программ для вычисления базиса Грёбнера в дифференциально-разностных модулях // VII Всесоюз. конф. «Проблемы теоретической кибернетики». Иркутск, 18—20 сентября 1985 г. —Иркутск, 1985 — C. 163—164.
- Панкратьев Е. В. Замечание о факторизации многочленов // XIX Всесоюз. алгебр. конф. Львов, 9—11 сентября 1987 г. Тезисы сообщений. Ч. 2 — Львов, 1987.
- Панкратьев Е. В. Проблема представления данных в дифференциальной алгебре // Проблемы теоретической кибернетики. Тезисы докл. VIII Всесоюз. конф. (июль 1988 г.). Ч. 2 — Горький, 1988 — C. 70—71.
- Панкратьев Е. В. Проблема представления данных в дифференциальной алгебре // Междунар. конф. по алгебре, посвящённая памяти А. И. Мальцева (1909—1967). Алгебраическая геометрия. Алгебраические методы в геометрии, анализе, теоретической физике. Прикладная и компьютерная алгебра. Тезисы докладов. — Новосибирск: Институт математики СО АН СССР, 1989 — C. 44.
- Astrelin A. V., Pankratiev E. V., Slepukhin A. F. Project of a tool for creating of computer algebra systems // IV Int. Conf. on Computer Algebra in Physical Research, Memorial Volume for N. N. Govorun. Dubna, 22—26 May 1990 — Dubna, 1990 — P. 24—26.
- Клименко С. В., Панкратьев Е. В. Проект «Русский TEX»: состояние и перспективы // Труды 5-й междунар. конф. CyrTUG’97. —Протвино: Российский центр физико-технической информатики, 1997 — C. 9—13.
- Астрелин А. В., Панкратьев Е. В., Христенко О. Б. Проблемы совместимости TEXа на примере сети механико-математического факультета МГУ // Труды 5-й междунар. конф. CyrTUG’97. —Протвино: Российский центр физико-технической информатики, 1997 — C. 137—140.
- Иванов Е. Г., Панкратьев Е. В. Опыт использования пакета MFPIC // Труды 5-й междунар. конф. CyrTUG’97. —Протвино: Российский центр физико-технической информатики, 1997 — C. 175—180.
- Клименко С. В., Панкратьев Е. В. Проект «Русский TEX»: состояние и планы на будущее // Труды ежегодной международной конференции пользователей кириллического TEXа CyrTUG’98. — Казань: УНИПРЕСС, Казанское математическое общество, 1998 — C. 85—89.
- Астрелин А. В., Голубицкий О. Д., Панкратьев Е. В. Сравнение алгоритмов построения базисов Грёбнера и инволютивных базисов // Междунар. алгебр. сем., посвящённый 70-летию кафедры высшей алгебры МГУ (10—12 февраля 1999 г.). Тезисы докладов. —М.: МГУ, 1999 — С. 9—10.
- Astrelin A. V., Pankratiev E. V. Gr¨ ACA 2000 Abstracts. June 25—28, 2000, St. Petersburg. — St. Petersburg, 2000 — P. 66—67.
- Astrelin A. V., Pankratiev E. V. Gr¨ Междунар. конференция FPSAC’00. Москва, Россия, 26—30 июня 2000 г. Дополнительные тезисы. —М., 2000 — C. 5—7.
- Инюхин А. В., Панкратьев Е. В., Чеповский А. М., Чернышёв С. В. Использование Т-системы для преобразования графа дорог в задаче оптимизации маршрутов движения; Высокопроизводительные вычисления и их приложения // Труды Всеросс. науч. конф. (30 октября— 2 ноября 2000 г., г. Черноголовка). — М.: МГУ, 2000 — C. 220—223.
- Панкратьев Е. В., Чеповский А. М., Черепанов Е. А., Чернышёв С. В. Нахождение наборов оптимальных маршрутов на больших сетках дорог геоинформационных систем // Проблемы передачи и обработки информации в сетях и системах телекоммуникаций: Материалы 10-й Междунар. научно-технической конф. Рязань, 2001 — Рязань: Рязанская государственная радиотехническая академия, 2001 — C. 240—241.
- Панкратьев Е. В., Христенко О. Б., Митюнин В. А. TEX в эпоху электронных публикаций // Доклад на VI рабочем совещании по электронным публикациям El-Pub. — 2001 — http://www.ict.nsc.ru/ws/ elpub2001/1872/.
- Pankratiev E. V. Some approaches to construction of the differential Gr¨ bases // Calculemus 2002 10th Symposium on the Integration of Symbolic Computation and Mechanized Reasoning. Marseille, France, July 3—5, 2002 —Univ. Saarlandes, 2002 — P. 50—55.
- Панкратьев Е. В., Митюнин В. А. Параллельные алгоритмы построения базисов Грёбнера // Международная алгебраическая конференция, посвящённая 250-летию Московского университета и 75-летию кафедры высшей алгебры. Тезисы докладов. —М.: Изд-во механико-математического ф-та МГУ, 2004 — С. 97—99.
- Панкратьев Е. В., Размыслов Ю. П. Гейзенберговы оболочки вейле-уоттоновских подалгебр // Международная алгебраическая конференция, посвящённая 250-летию Московского университета и 75-летию кафедры высшей алгебры. Тезисы докладов. —М.: Изд-во механико-математического ф-та МГУ, 2004 — С. 99—103.
- Панкратьев Е. В. Об эффективных алгоритмах вычисления базисов Грёбнера // Материалы 10-й научно-теоретической конф. по криптографии, посвящённой 85-летию образования криптографической службы. Секции 3, 7 — 2006 — С. 110—113.
- Михалёв А. В., Панкратьев Е. В., Чеповский А. М. Совокупность знаний по математике и информатике // Шестая междунар. конф. памяти академика А. П. Ершова «Перспективы систем информатики». Секция «Информатика образования». Доклады и тезисы. 26—30 июня 2006 г., Новосибирск. —Новосибирск: Институт систем информатики им. А. П. Ершова СО РАН, 2006 — С. 50—51.
- Панкратьев Е. В., Христенко О. Б. Открытый Кубок по программированию: методы, идеи, перспективы // Шестая междунар. конф. памяти академика А. П. Ершова «Перспективы систем информатики». Секция «Информатика образования». Доклады и тезисы. 26—30 июня 2006 г., Новосибирск. — Новосибирск: Институт систем информатики им. А. П. Ершова СО РАН, 2006 — С. 63—65.
- Бабенко М. А., Панкратьев Е. В., Чеповский А. М., Чернышёв С. В. Оптимизационные задачи на графах, возникающие в транспортной логистике // Шестая междунар. конф. памяти академика А. П. Ершова «Перспективы систем информатики». Рабочий семинар «Наукоёмкое программное обеспечение». 28—29 июня 2006 г., Новосибирск. — Новосибирск: Институт систем информатики им. А. П. Ершова СО РАН, 2006 — С. 31—32.
- Кондратьева М. В., Панкратьев Е. В., Зобнин А. И., Трушин Д. В. Вопросы конечности дифференциальных стандартных базисов // Материалы IX Междунар. конф. «Интеллектуальные системы и компьютерные науки». — М.: Изд-во механико-математического ф-та МГУ, 2006 — C. 141—144.